# Fenton, West Lindsey
Fenton är en ort och civil parish i Storbritannien.   Den ligger i grevskapet Lincolnshire och riksdelen England, i den sydöstra delen av landet, 200 km norr om huvudstaden London. Fenton ligger 8 meter över havet och antalet invånare är 297.
Terrängen runt Fenton är mycket platt.Runt Fenton är det ganska tätbefolkat, med 104 invånare per kvadratkilometer. Närmaste större samhälle är Lincoln, 13,7 km öster om Fenton. Trakten runt Fenton består till största delen av jordbruksmark.